# Centrorhynchus gendrei
Centrorhynchus gendrei är en hakmaskart som först beskrevs av Yves-Jean Golvan 1957.  Centrorhynchus gendrei ingår i släktet Centrorhynchus och familjen Centrorhynchidae. Inga underarter finns listade i Catalogue of Life.